# Упереджена гра
У комбінаторній теорії ігор, гра називається упередженою, якщо вона не безстороння. Тобто, деякі ходи доступні лише одному гравцеві, але не іншому.
Більшість ігор упереджені. Наприклад, у шахах, лише один гравець може ходити білими фігурами. Сильнішим висловлюванням буде те, що під час аналізу, багато шахових позицій мають такі значення, що їх не можна виразити як значення безсторонньої гри, наприклад коли одна сторона має додаткові темпи, якими можна скористатитсь, щоб завести іншу сторону в цугцванг.
Упереджені ігри складніші для аналізування ніж безсторонні ігри, бо функція Шпрага-Гранді незастосовна. Однак, застосування комбінаторної теорії ігор до упереджених ігор дозволяє побачити значущість чисел як ігор так, як це неможливо зробити з безсторонніми іграми.